# Dupljaj
Dupljaj (Servisch cyrillisch Дупљај) is een plaats in de Servische gemeente Valjevo. De plaats telt 452 inwoners (2002).

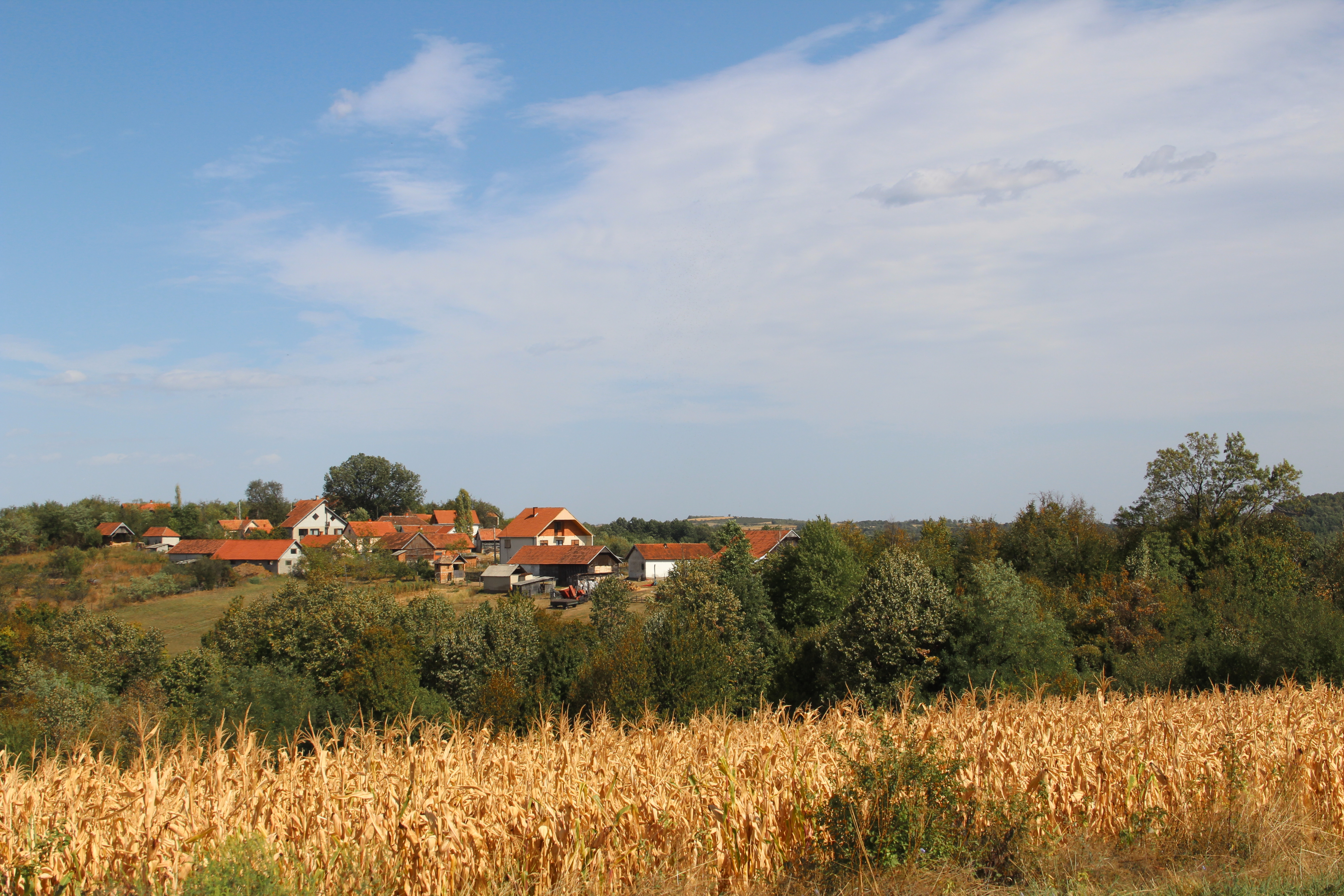
Dupljaj - Panorama
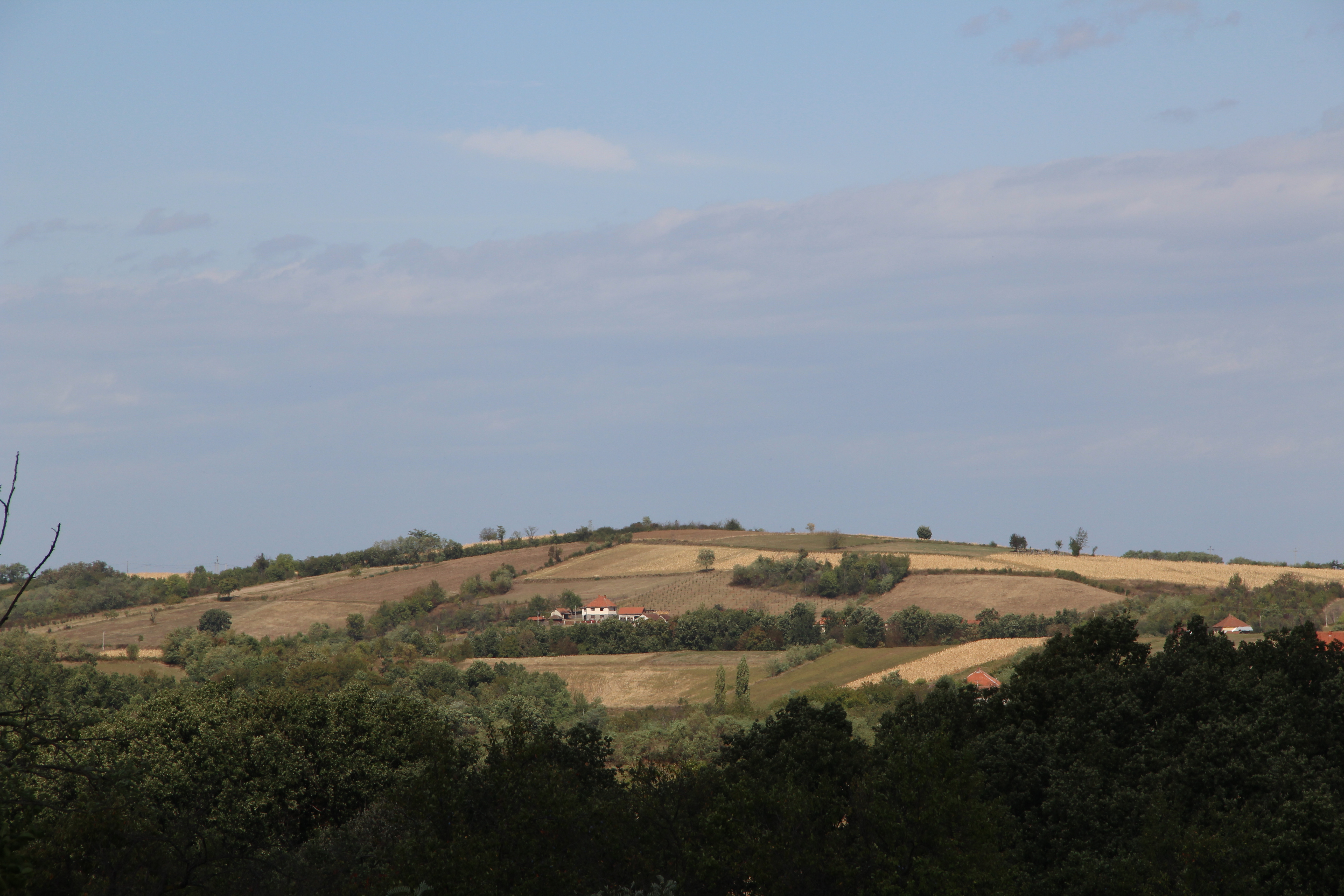
Dupljaj - Panorama
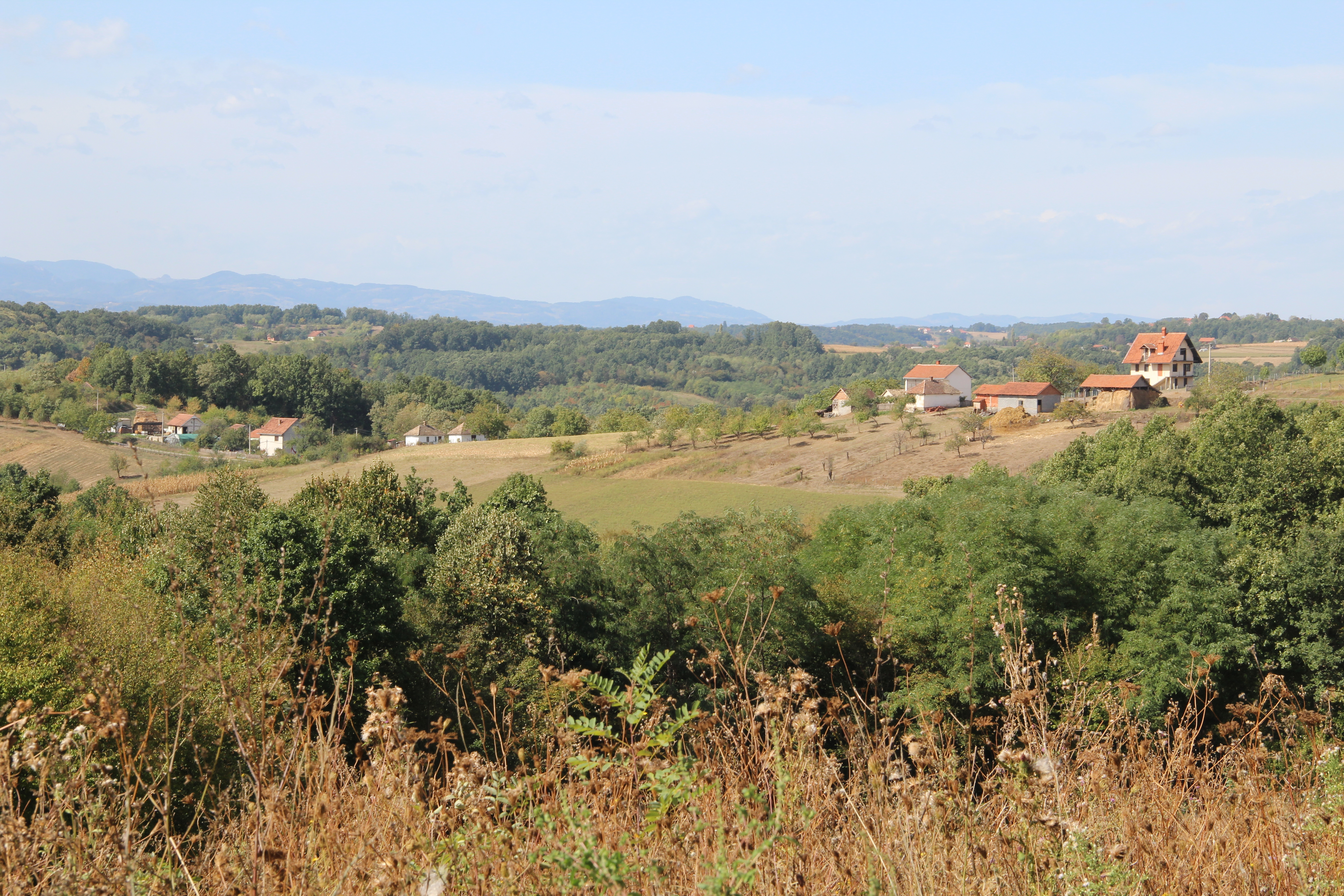
Dupljaj - Panorama
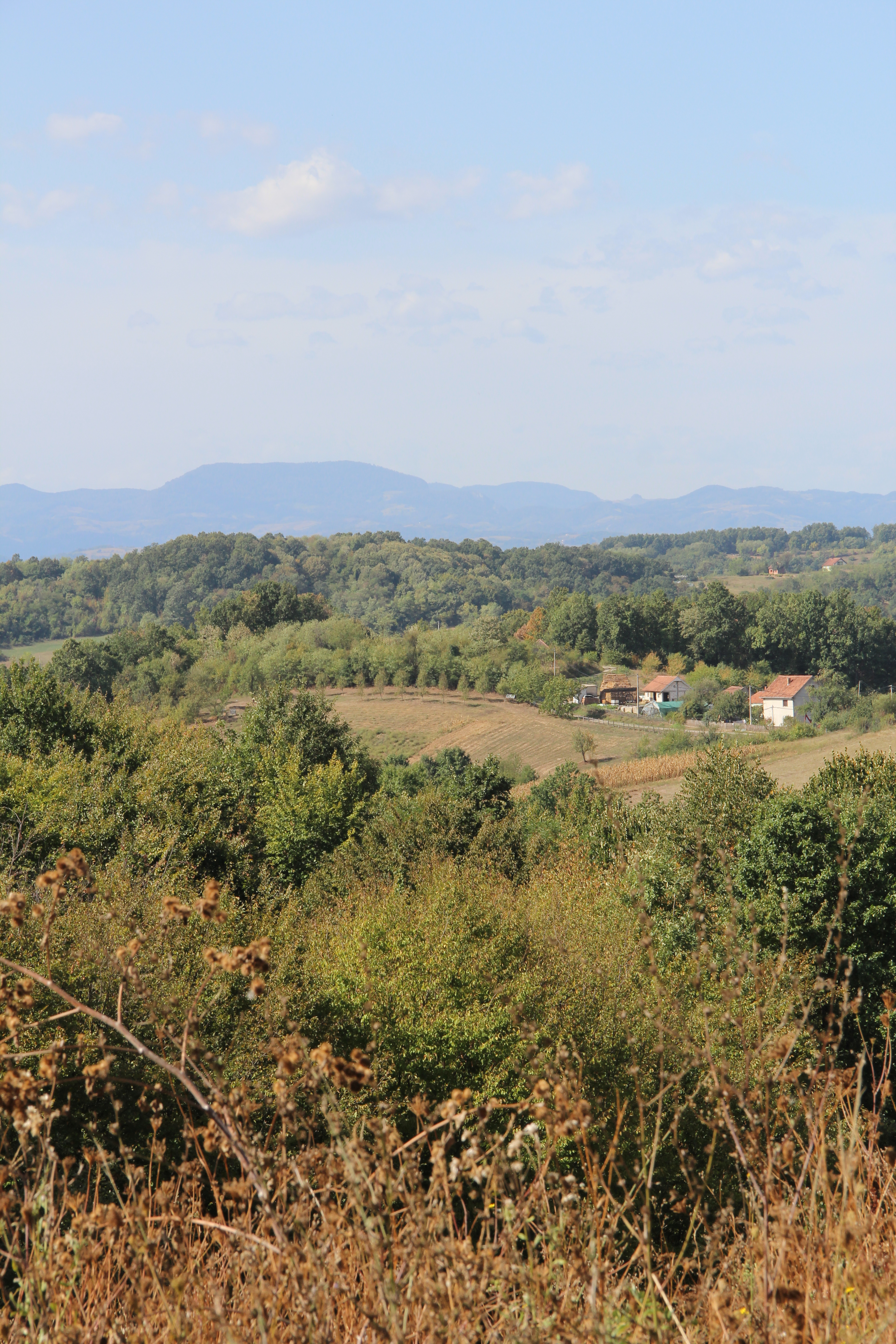
Dupljaj - Panorama
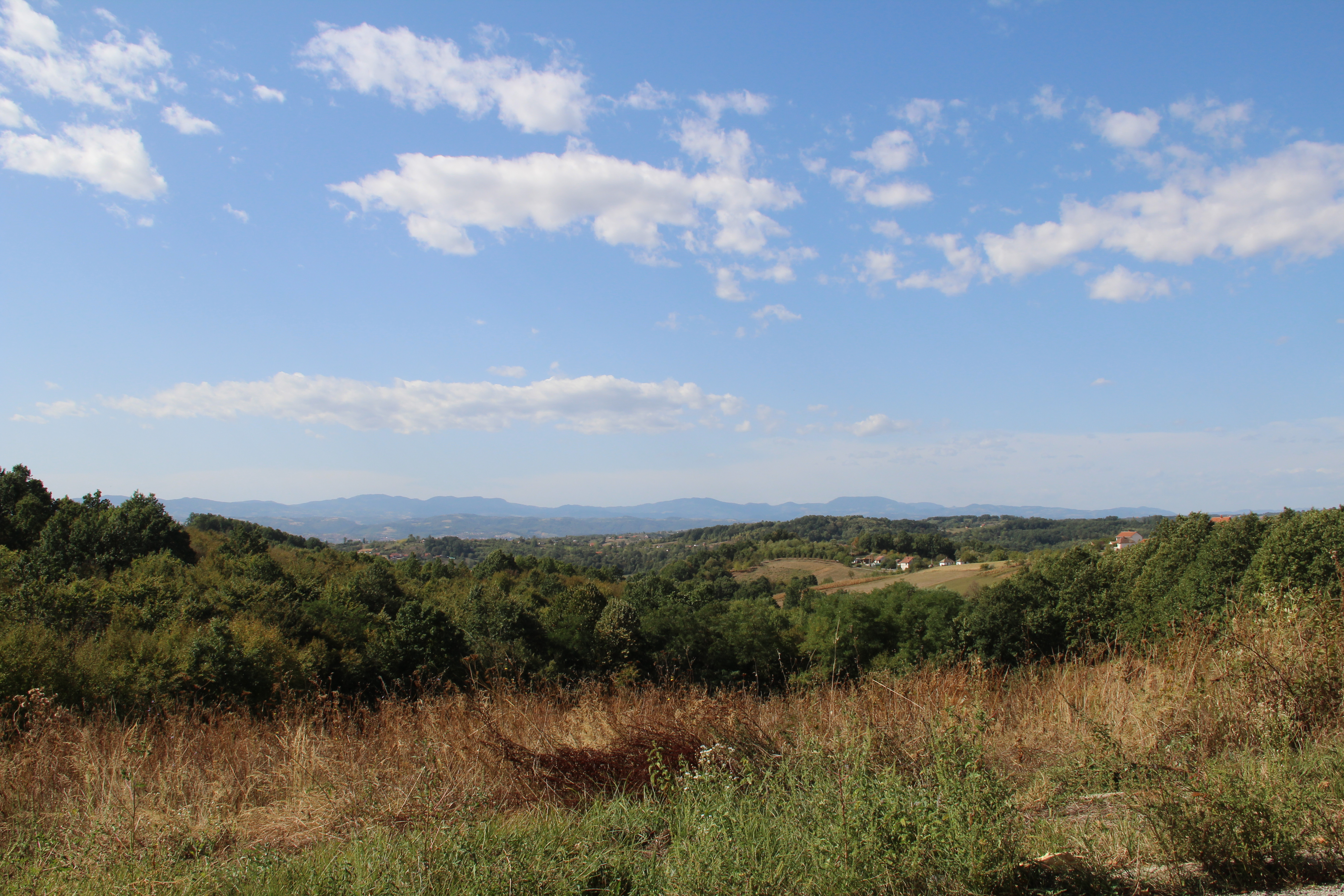
Dupljaj - Panorama
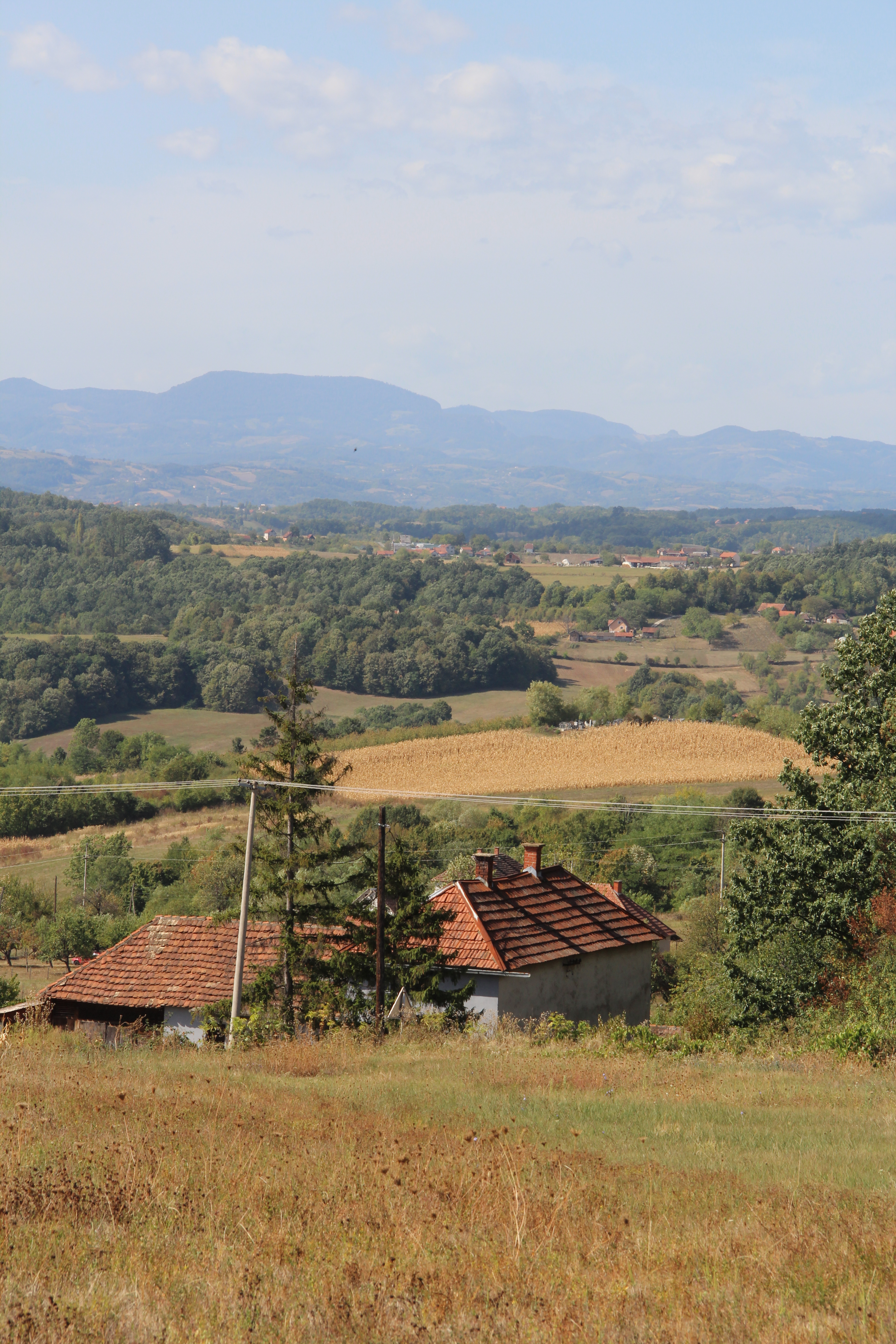
Dupljaj - Panorama
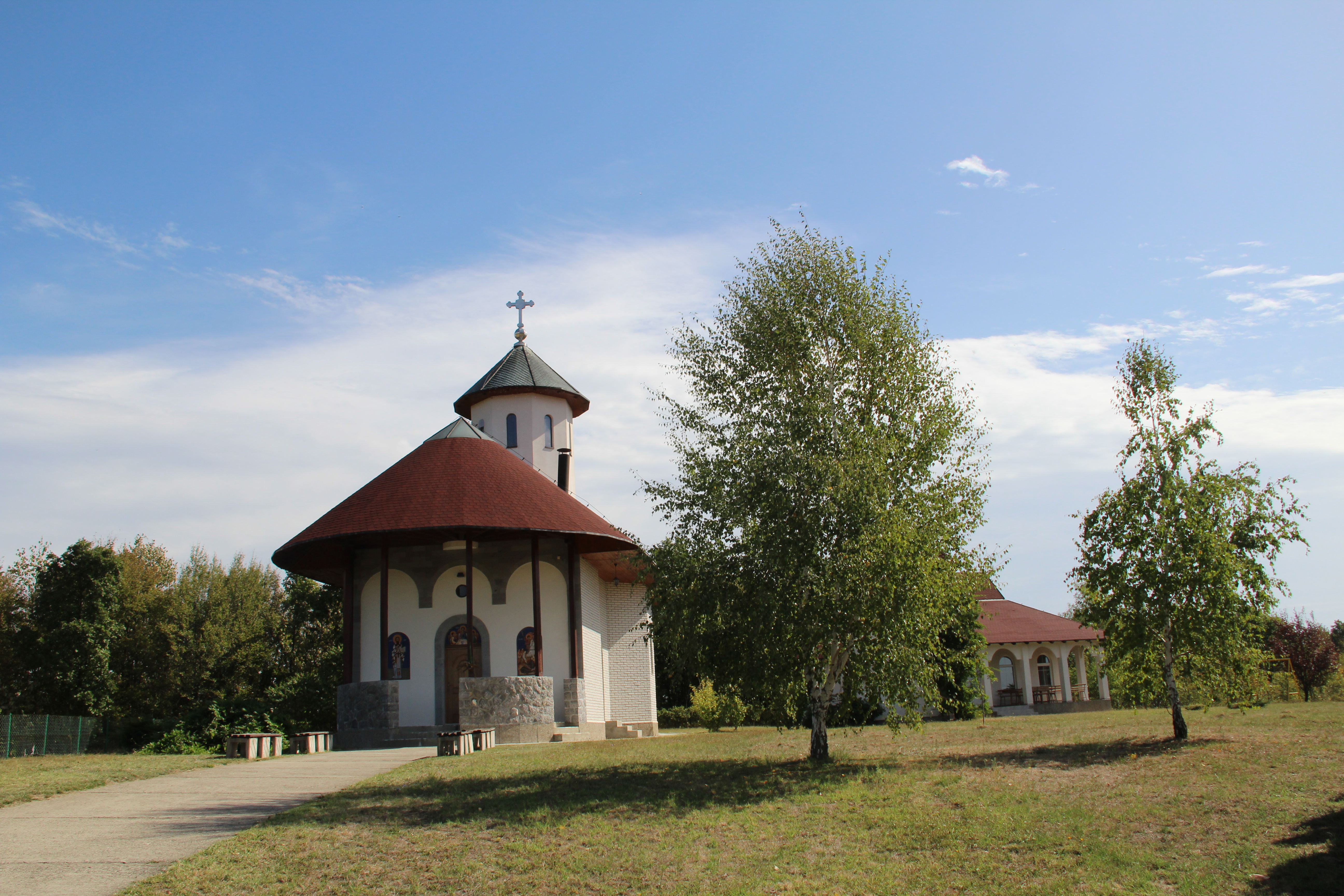
Dupljaj - kerk
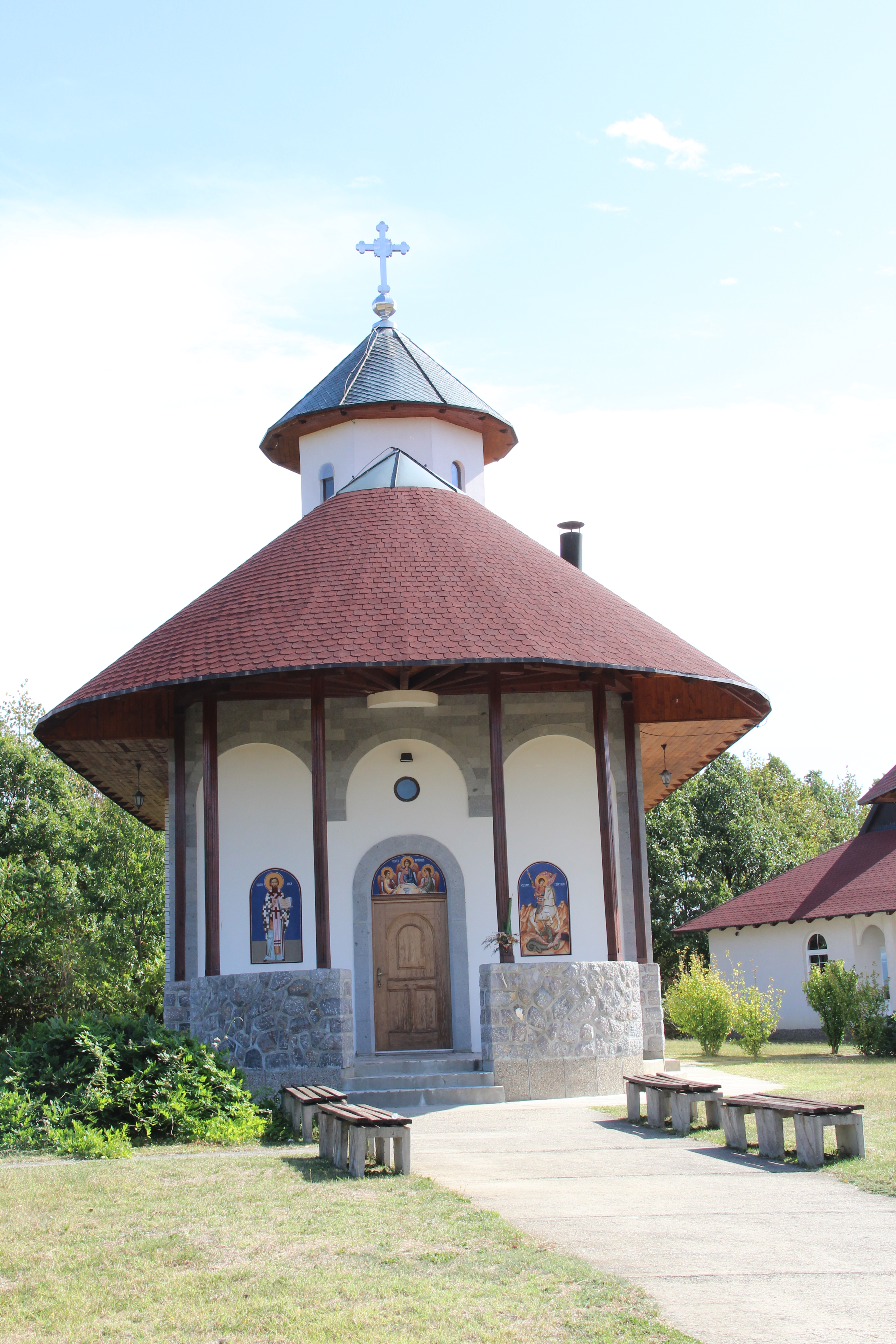
Dupljaj - kerk